# Carl Rudolph von Bertouch
Carl Rudolph von Bertouch (12. september 1709 – 10. maj 1765) var en dansk officer og kammerherre, far til Ernst Albrecht von Bertouch og Frederik Julian Christian von Bertouch. 
Han var søn af generalløjtnant Georg von Bertouch og hustru og blev formentlig opkaldt efter hertug Carl Rudolph af Württemberg-Neuenstadt, som faderen tjente under. Han sluttede sin karriere i Hæren som karakteriseret oberst.
Bertouch blev gift 1745 med Ulrikke Catharina Frederikke de Witt (24. februar 1721 - 21. maj 1775).
Han er begravet i krypten i Christians Kirke.